# Малавита (фильм)
«Малави́та» (фр. Malavita / англ. The Family) — французско-американская чёрная комедия 2013 года режиссёра Люка Бессона по одноимённому роману 2004 года Тонино Бенаквисты. Один из исполнительных продюсеров фильма — Мартин Скорсезе.
Премьера фильма состоялась в Нью-Йорке 10 сентября 2013. В широкий прокат в США фильм вышел 13 сентября 2013, в России — 19 сентября 2013, во Франции — 23 октября 2013 года.

## Сюжет
1995 год. Мафиозо Джованни Манзони донёс ФБР на босса мафии дона Лукезе и воспользовался программой защиты свидетелей. Он и его семья укрылись в маленьком городке в Нормандии. Манзони живёт под прикрытием того, что он известный писатель, якобы собирающий материал для следующей книги. Между тем представители ФБР во главе с агентом Стенсфилдом круглосуточно следят за его домом и прослушивают телефоны.
Тихая жизнь беглецам не удаётся: семейка быстро и властно наводит свои порядки, причём, как ни странно, это идёт городу на пользу. Глава семейства, желая, чтобы в его кране текла чистая вода, а не коричневые химикалии, резво расправляется с обнаглевшим водопроводчиком, устроившим на муниципальной должности личный прибыльный бизнес, и зарвавшимся производителем удобрений, экономящим на очистке фабричных стоков, после чего в городке появляется чистая водопроводная вода. Мать разносит магазин, где ей нагрубили продавцы и приструнивает местную респектабельную воровку-клептоманку. Красавица-спортсменка дочь Белль натренированными теннисными ударами разбивает ракетку об лицо главного заводилы компании юных подонков, возжелавших лёгких сексуальным приключений, и зачитывает им короткую и доходчивую лекцию об уважительном отношении к женщине. Недоросль сын сколачивает свою мафиозную ячейку из одноклассников — бывших лузеров-одиночек и даёт крепкий отпор хулиганам, державшим в страхе школу. Чтобы наладить отношения с соседями, семья устраивает барбекю с множеством вкусных и жирных италоамериканских разносолов.
Но параллельно всё идёт наперекосяк. Белль влюбляется в местного студента и собирается сбежать. Супруга Мэгги во время исповеди призналась в некоторых преступлениях криминальной группировки Манзони и настоятель местной церкви, ужаснувшись от услышанного, запрещает ей появляться среди прихожан. Отец вместо романа пишет документальный дневник, а на публичной лекции не удержался и под видом писательской выдумки рассказал правду о своей мафиозной жизни. Наконец, сын Уоррен неосмотрительно публикует в школьной газете шутку, которая была известна только отцу и его преступному окружению; газета попадает в руки людей дона Лукезе, и теперь семья Манзони в страшной опасности.
Банда головорезов дона Лукезе прибывает в тихий городок и, не стесняясь в средствах, устраивает масштабное побоище. Они нейтрализуют полицию, захватывают почту, телеграф и телефон, убивают множество случайных свидетелей, расстреливают из гранатомёта дом Манзони. В минуты опасности семья объединяется и даёт убийцам бой. В результате столкновения все бандиты уничтожены. Последнего преступника сбивает автомобилем Стенсфилд.
В концовке вся семья Манзони и собака по кличке Малавита едут искать новый дом.

## В ролях
| Актёр               | Роль                                    |
| ------------------- | --------------------------------------- |
| Роберт Де Ниро      | Фред Блейк / Джованни Манзони           |
| Мишель Пфайффер     | Мэгги Блейк / Ливия Манзони             |
| Дианна Агрон        | Бэль Блейк / Бэль Манзони               |
| Джон Д'Лео          | Уоррен Блейк / Уоррен Манзони           |
| Томми Ли Джонс      | агент ФБР Роберт Стэнсфилд              |
| Стен Карп           | Дон Лукезе, мафиозный босс              |
| Джон Фреда          | Рокко, мафиозный «следователь» и убийца |
| Доменик Ломбардоцци | Капуто                                  |
| Джино Кафарелли     | гангстер на барбекю                     |
| Рикардо Сорберо     | телохранитель на барбекю                |
| Винсент Пасторе     | Жирный Уилли                            |
| Грег Антоначчи      | гангстер из Нью-Йорка                   |
| Джозеф Перрино      | Джой                                    |
| Пол Боргез          | Альберт                                 |
| Энтони Мангано      | гангстер на барбекю                     |
| Джимми Палумбо      | Ди Чикко                                |
| Давид Белль         | Меззо                                   |

## Съёмки
Съёмки начались в августе 2012 года и продолжались до октября того же года. Проходили съёмки в Нормандии, Гасе, Ле Сапе, Нью-Йорке и на киностудии Cité du Cinéma.

## Критика
Игнатий Вишневецкий из The A.V. Club поставил фильму оценку «B-» и сказал: «Бессон создает впечатление, что действие происходит в мире, взятом из гангстерских фильмов и комиксов». Стефани Мерри из The Washington Post дала фильму 1 из 4 звезд, заявив: «В черной комедии „Малавита“ не над чем смеяться». Линда Барнард из The Toronto Star дала фильму 2 звезды из 4, заявив: «Хотя Бессон разбирается в боевиках, он не так хорош в комедиях». Стивен Холден из The New York Times резюмировал: «В фильме полно дыр. В нем есть резкие тональные сдвиги, бессвязная предыстория и заброшенные сюжетные линии. Но, благодаря горячему исполнению, он поддерживает сногсшибательную электрическую энергию».

## Саундтрек
1. Muse — Feeling Good
2. Fred Bongusto — Doce Doce
3. Prophit — This My Club
4. Cat Power — The Greatest
5. M — Pop Muzik
6. Tom Tom Club — Genius of Love
7. Ghigo — Coccinella
8. Don Cavalli — Me And My Baby
9. LCD Soundsystem — New York, I Love You But You’re Bringing Me Down
10. Tony Bennett — Rags to Riches
11. Gorillaz — Clint Eastwood
12. Gorillaz ft. Little Dragon — To Binge

В фильме присутствует сцена просмотра и обсуждения персонажем Роберта Де Ниро фильма «Славные парни», в котором он сыграл роль гангстера. В сцене прощания Уоррена и Бэль звучит песня Тони Беннетта Rags to Riches — так же, как и в начале «Славных парней». Режиссёром «Славных парней» был один из исполнительных продюсеров «Малавиты» Мартин Скорсезе.